# Jane Russell
Jane Russell  (n. 21 iunie 1921, Bemidji, Minnesota, SUA – d. 28 februarie 2011, Santa Maria⁠(d), California, SUA) a fost o actriță și cântăreață americană. Printre cele mai cunoscute filme ale sale se numără Față Palidă (1948), His Kind of Woman (1951), Fiul Feței Palide (1952) și Domnii preferă blondele (1953). 

## Biografie
După liceu, Jane Russell a lucrat mai întâi ca asistentă într-un cabinet medical. Datorită aspectului ei impunător și frumos, în scurt timp a câștigat bani ca model. Ulterior a luat lecții de actorie într-o trupă de teatru Max Reinhardt.
A atras atenția miliardarului Howard Hughes printr-o fotografie, care a angajat-o și a făcut-o vedetă de film și sex-simbol, prin debutul ei în filmul western The Outlaw (1943). Russell a reușit să se elibereze de această imagine, cu rolurile ulterioare, vrând să fie văzută ca o actriță cu talent. Russell a întruchipat adesea figuri feminine cinice și încrezătoare în sine. Alături de Bob Hope, ea a întruchipat Calamity Jane în Față Palidă (The Paleface, 1948) și în Fiul Feței Palide (1952). Alături de Marilyn Monroe, a jucat unul dintre cele mai faimoase roluri din Domnii preferă blondele, de Howard Hawks în 1953. 
După ce la sfârșitul anilor 1950, ofertele pentru roluri de filme au scăzut din ce în ce mai mult, s-a întors la apariții din ce în ce mai multe de cântăreață și roluri în televiziunea americană. Ea a realizat ultimul ei film Darker Than Amber, în 1970.
Jane Russell a murit în februarie 2011, la Santa Maria, (California) la vârsta de 89 de ani, din cauza complicațiilor cauzate de o boală respiratorie.

## Filmografie
- 1943: The Outlaw (The Outlaw), regia Howard Hughes
- 1946: Young Widow regia Edwin L. Marin
- 1948: Față Palidă (The Paleface), regia Norman Z. McLeod
- 1951: Gata cu râsul (His Kind of Woman), regia John Farrow
- 1951: Double Dynamite (Double Dynamite), regia Irving Cummings
- 1952: Die Spielhölle von Las Vegas (The Las Vegas Story), regia Robert Stevenson
- 1952: Macao, regia Josef von Sternberg
- 1952: Fiul Feței Palide (Son of Paleface), regia Frank Tashlin
- 1952: Frumoasa din Montana (Montana Belle), regia Frank Tashlin
- 1952: Drumul spre Bali (Road to Bali), (cameo), regia Hal Walker
- 1953: Domnii preferă blondele (Gentlemen Prefer Blondes), regia Howard Hawks
- 1954: Die lockende Venus (The French Line), regia Lloyd Bacon
- 1955: Underwater! (Underwater!), regia John Sturges
- 1955: Goldenes Feuer (Foxfire), regia Joseph Pevney
- 1955: Trei rivali (The Tall Men), regia Raoul Walsh
- 1955: Gentlemen Marry Brunettes (Gentlemen Marry Brunettes), regia Richard Sale
- 1956: Sânge încins (Hot Blood), regia Nicholas Ray
- 1956: The Revolt of Mamie Stover (The Revolt of Mamie Stover), regia Raoul Walsh
- 1957: (The Fuzzy Pink Nightgown), regia Norman Taurog
- 1964: Bezwinger des Todes (Fate Is the Hunter), regia Ralph Nelson (cameo)
- 1966: (Johnny Reno), regia R. G. Springsteen
- 1966: Wyoming-Bravados (Waco), regia R. G. Springsteen
- 1967: (The Born Losers), regia Tom Laughlin
- 1970: (Darker Than Amber), regia Robert Clouse

## Premii
- 1955: Golden Apple Award als Most Cooperative Actress
- 1984: Golden Boot Award
- 1991: Berlinale Kamera la Festivalul Internațional de Film de la Berlin
- 2001: Lifetime Achievement Award la Marco Island Film Festivals

## Galerie

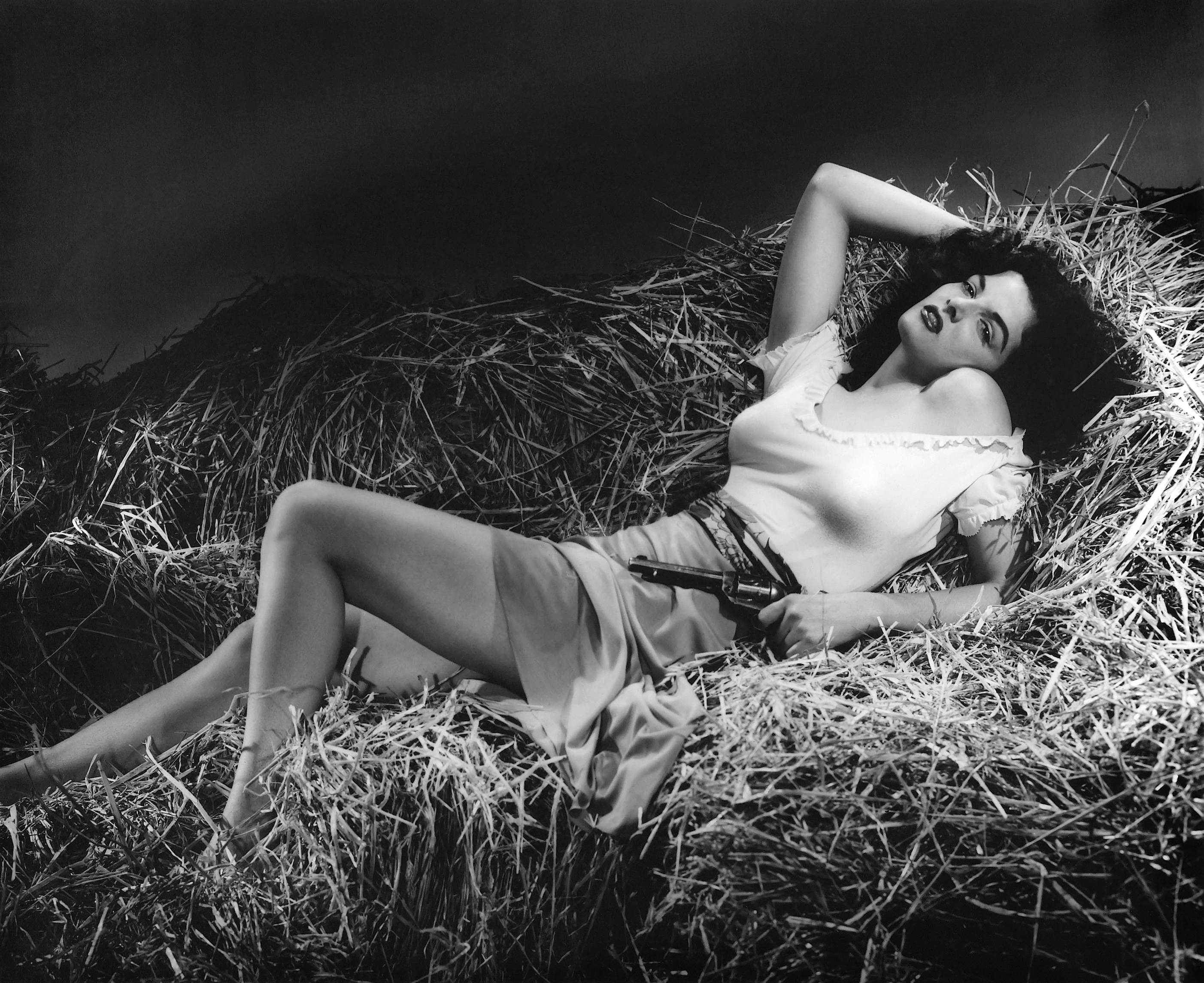
Jane Russell în filmul The Outlaw (1943)
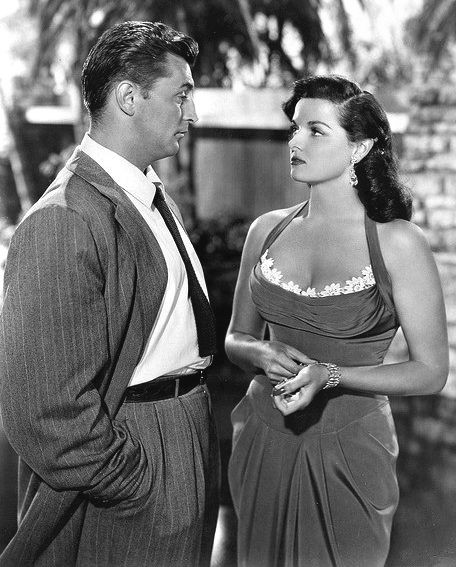
Jane Russell cu Robert Mitchum în filmul His Kind of Woman (1951)
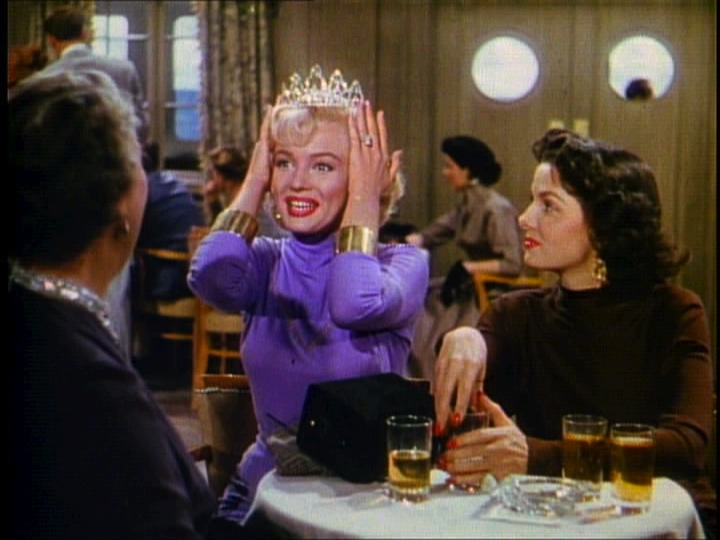
Cu Marilyn Monroe în filmul Domnii preferă blondele  (1953)
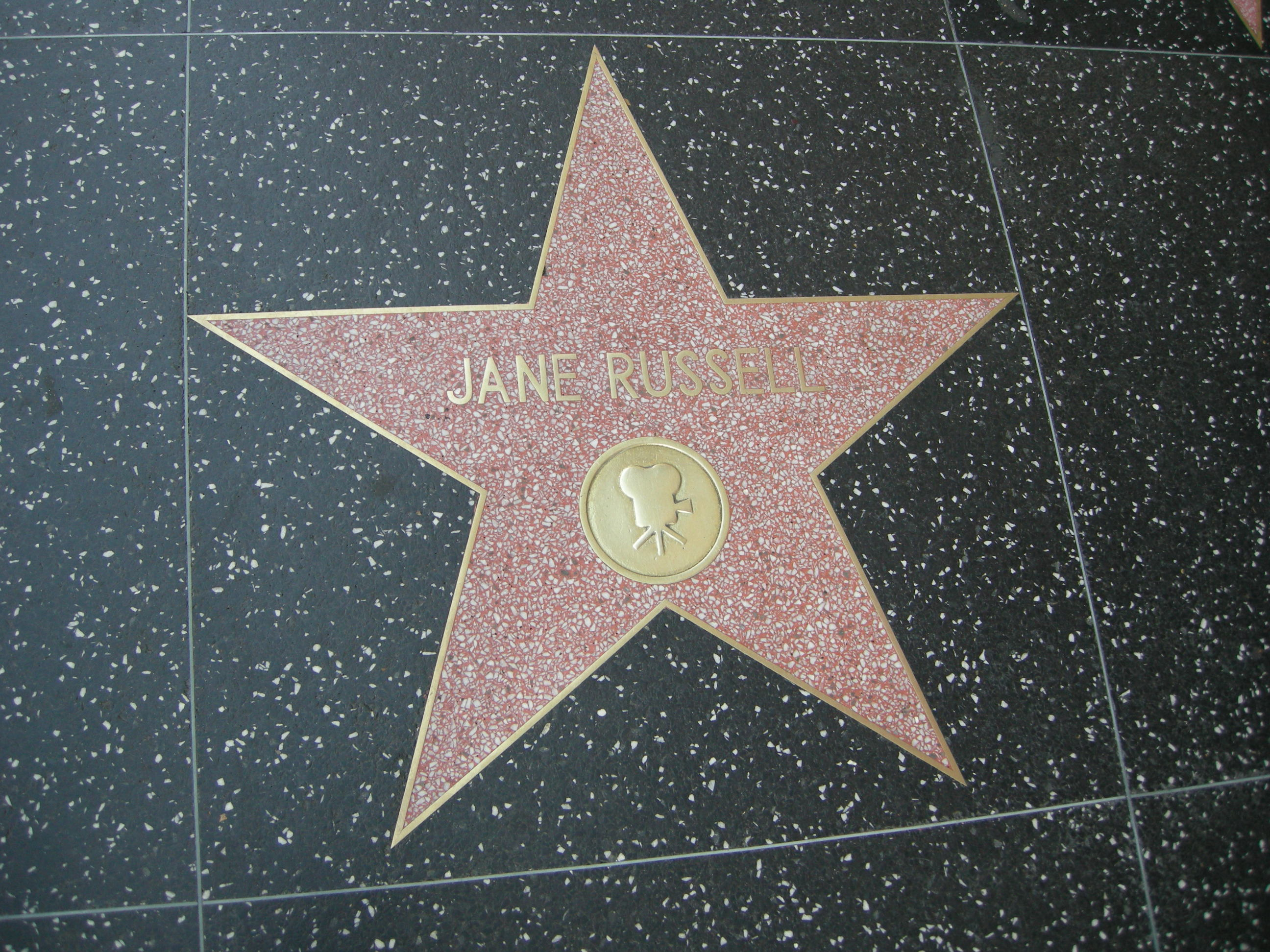
Steaua acordată lui Jane Russell pe Hollywood Walk of Fame.